# Islam en Andorre
L'islam à Andorre compte environ 2 000 personnes, principalement des immigrants nord-africains répartis en deux groupes, dont l'un est plus fondamentaliste, représentant 2 à 3 % de la population. Il n'existe pas de mosquée proprement dite, mais un centre culturel islamique et plusieurs salles de prière. En 2003, le gouvernement andorran a refusé d'allouer un terrain à la communauté musulmane. Ne disposant pas de terrain à bas prix, l'imam andorran Mohamed Raguig a alors sollicité de l'évêque Joan Martí i Alanis la mise à disposition d'un terrain appartenant à l'Église, ou la possibilité de prier à l'intérieur d'un lieu de culte catholique.